# Dyoplax arenaceus
Dyoplax arenaceus è un rettile estinto, appartenente agli erpetosuchidi. Visse nel Triassico superiore (Carnico, circa 225 milioni di anni fa) e i suoi resti fossili sono stati ritrovati in Germania.

## Descrizione
Questo animale è noto solo grazie a un piccolo scheletro quasi completo, conservatosi come un calco naturale nell'arenaria. Sembra che il cranio fosse piuttosto allungato e snello, con un muso lungo, in generale piuttosto simile a quello dei coccodrilli. Era presente una doppia fila di placche ossee (osteodermi) lungo il dorso, piuttosto simili a quelli di altri piccoli arcosauri triassici come Erpetosuchus.

## Classificazione
Dyoplax, descritto per la prima volta nel 1867 da Fraas, è noto grazie a uno scheletro rinvenuto nella formazione di Stoccarda. Nel corso degli anni, questo fossile è stato attribuito di volta in volta agli sfenosuchi, agli aetosauri, ai protosuchidi o agli erpetosuchidi. Dal momento che i fossili si presentano in un cattivo stato di conservazione, non è possibile stabilire con certezza le reali parentele di questo animale. In ogni caso, si suppone che fosse un arcosauro, a causa della presenza di caratteri come una finestra anteorbitale circondata da una fossa anteorbitale molto marcata; la presenza e la disposizione degli osteodermi suggerisce l'appartenenza al gruppo degli pseudosuchi (Nesbitt e Butler, 2012). Un ulteriore studio (Maisch et al., 2013) ha nuovamente avvicinato Dyoplax agli erpetosuchidi.